# Kapitanovtsi
Kapitanovtsi (bulgariska: Капитановци) är ett distrikt i Bulgarien.   Det ligger i kommunen Obsjtina Vidin och regionen Vidin, i den nordvästra delen av landet, 150 km norr om huvudstaden Sofia.
Runt Kapitanovtsi är det i huvudsak tätbebyggt. Runt Kapitanovtsi är det ganska tätbefolkat, med 104 invånare per kvadratkilometer.